# Acosmerycoides
Acosmerycoides é um gênero de mariposa pertencente à família Bombycidae.

## Descrição

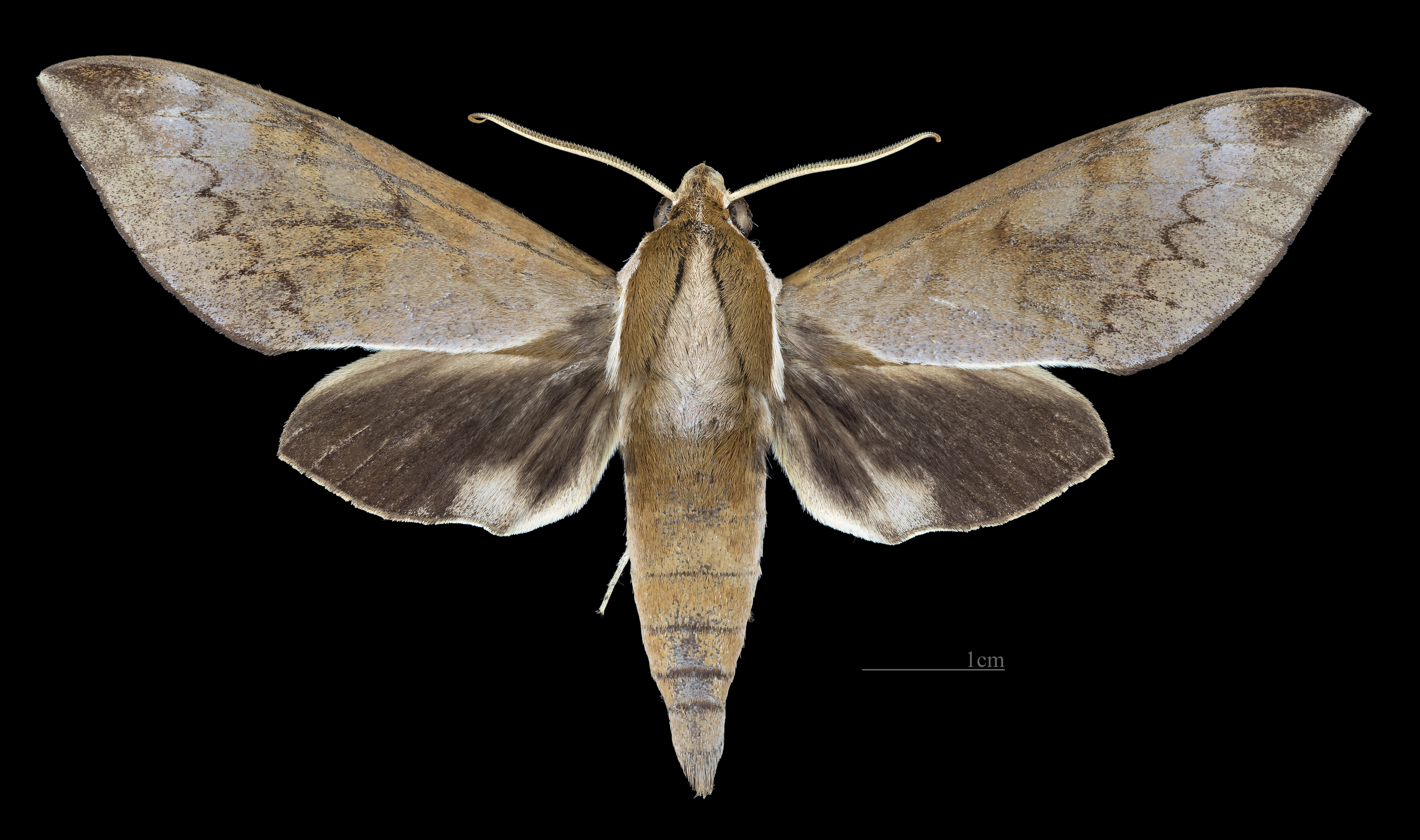
Acosmerycoides harterti ♂
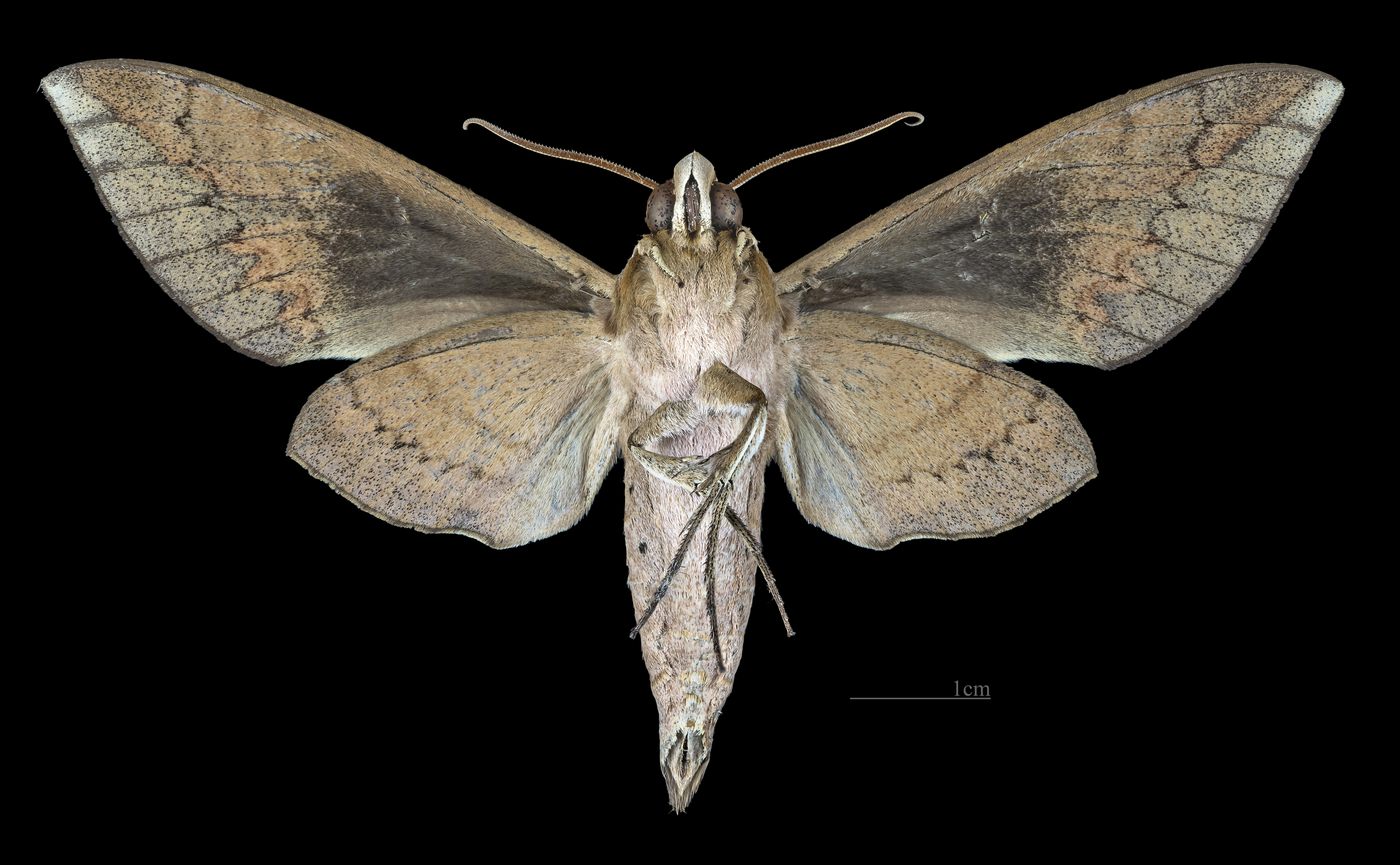
Acosmerycoides harterti ♂   △
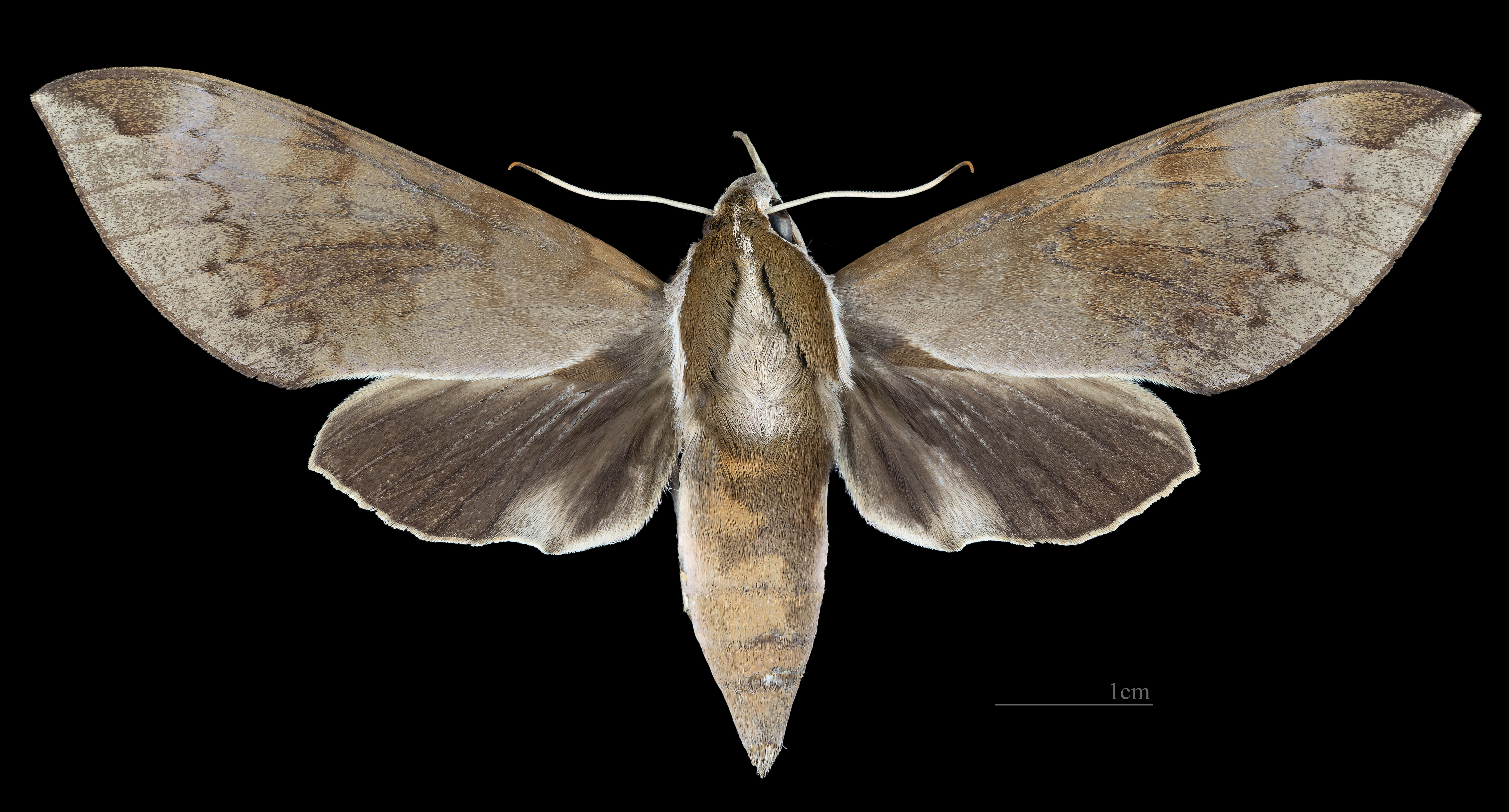
Acosmerycoides harterti  ♀
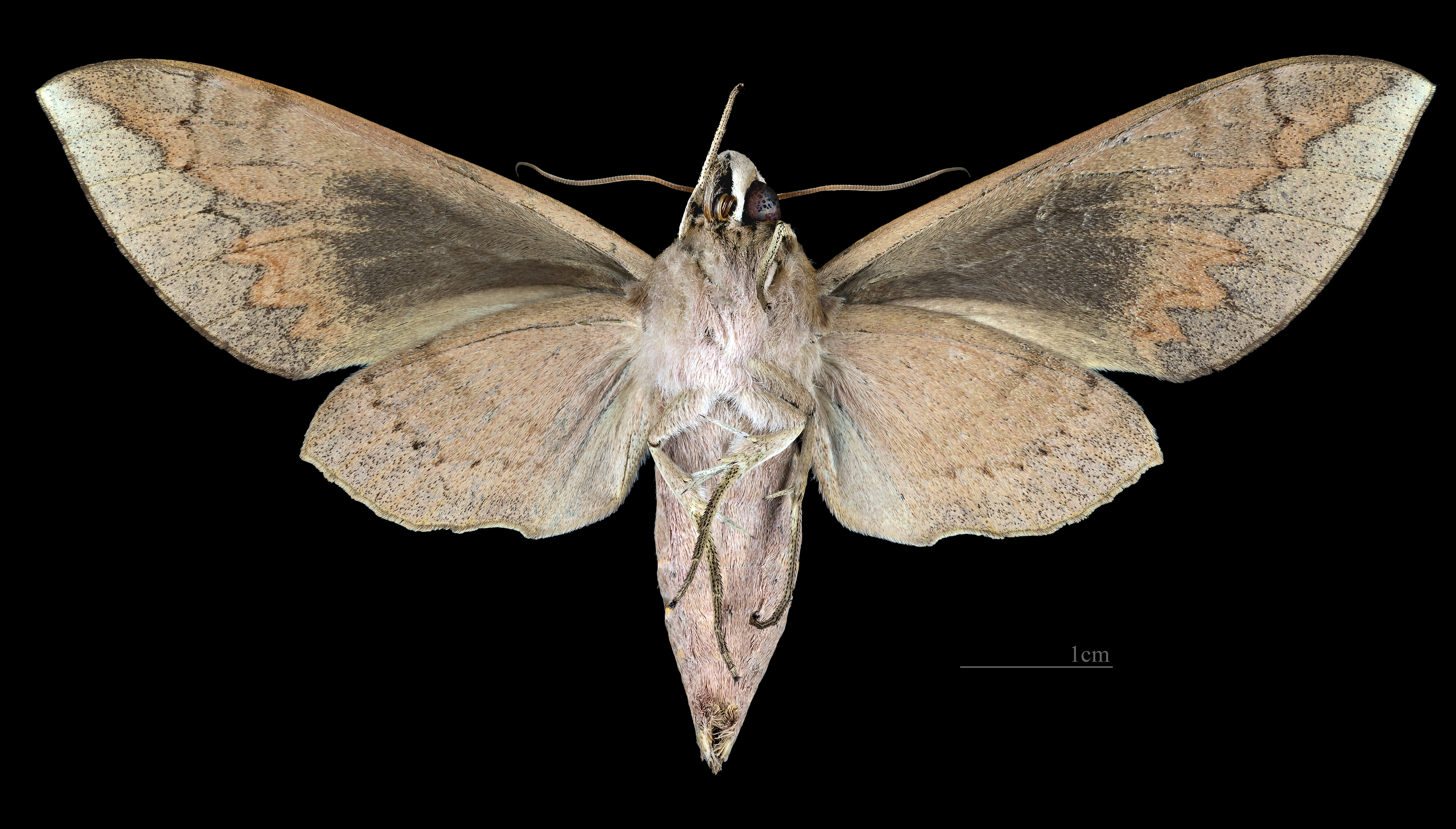
Acosmerycoides harterti  ♀ △